# Sony Smartwatch 3
Die Sony SmartWatch 3 ist die dritte Smartwatch von Sony und läuft unter dem Betriebssystem Android Wear. Das staub- und wasserfeste Modell verfügt über einen quadratischen Bildschirm mit einer Diagonale von 1,65 Zoll und einer Auflösung von 320 × 320 Pixel. Der Vorgänger ist die Sony Smartwatch 2. Die Uhr hat ein Gewicht von 63 Gramm.
Die Konfiguration der Smartwatch erfolgt via NFC. Danach kann die Sony Smartwatch über WLAN oder Bluetooth 4.0 mit Geräten verbunden werden.
Die dritte Version von Sonys Smartwatch verfügt nicht über eine Sprachausgabe, jedoch über Vibrationsalarm. Für die Ausgabe von Musik oder das Führen von Telefonaten ist ein Bluetooth-Headset nötig. Die Bedienung der Smartwatch erfolgt über den Touchscreen oder die Sprachsteuerung.